# Municipalità di Wellington
La municipalità di Wellington è una local government area che si trova nel Nuovo Galles del Sud. Essa si estende su una superficie di 4.113 chilometri quadrati e ha una popolazione di 8.875 abitanti. La sede del consiglio si trova a Wellington.